# 异龙湖
异龙湖位于中国云南省红河哈尼族彝族自治州石屏县县城以东两公里处，是云南省八大高原湖泊之一，属于断陷溶蚀湖泊。水面面积32平方公里，平均水深4米。流域面积约为411.52平方公里，主要入湖河流有城河、城北河和城南河，均位于湖泊西岸，湖泊的出口在湖盆东侧，由新街海河流出。

## 地理特征
异龙湖的湖盆分布呈西北-东南向轴线，东西距离较长，而南北距离较短。自1980年代以来，湖泊面积呈缩小趋势。从43.21平方公里减少至2017年的15.92平方公里。湖面高程为1414米。
异龙湖呈现明显的旱雨季节，每年5月至10月为雨季。

## 环境状况
异龙湖的水质已经逐渐恶化，为劣Ⅴ类湖泊，这一现象主要归因于人类活动对湖泊生态环境的强烈影响。